# Tāʾ
Le tāʾ (en arabe : تَاء, tāʾ, ou simplement ت) est la 3e lettre de l'alphabet arabe.
ta' peut s'écrire de différentes manières comme ت ou ة.
Son caractère Unicode est 062A.